# ハインリヒ7世 (バイエルン公)
ハインリヒ7世（Heinrich VII., 1005年頃 - 1047年10月14日）は、ルクセンブルク伯（ハインリヒ2世、在位：1026年 - 1047年）およびバイエルン公（在位：1042年 - 1047年）。

## 生涯
ハインリヒは、モーゼルガウ伯フリードリヒ（1世）と、ヴェッテラウ伯ヘリベルト（コンラディン家）の娘イルムトルート（イルミントルート）の間に長男として生まれ、バイエルン公ハインリヒ5世および神聖ローマ皇后クニグンデの甥にあたる。1025年にモーゼル伯位、1026年に伯父ハインリヒ1世の死によりルクセンブルク伯位を継承した。1035年にはトリーアのザンクト・マクシミン修道院のフォークトとなった。また、エヒタナハ修道院とも近しい関係にあった。1042年2月、皇帝ハインリヒ3世は、バイエルン大公領における選挙法に従い、ハインリヒにバイエルン公位を与えたが、ハインリヒはこの地をすでに15年ほど前から実質的に支配していた。1042年、1043年および1044年に、ハインリヒはハンガリー遠征に参加している。また、1047年には、ホラント伯ディルク4世に対する遠征にも参加している。
ハインリヒは1047年死去し、ザンクト・マクシミン修道院に埋葬された。